# Starz
Starz（スターズ, 2016年以降はSTARZと表記）は、ライオンズゲートが所有するアメリカのプレミアムケーブルおよび衛星テレビネットワーク。Starzの番組は、劇場で公開された映画と、初回放送のオリジナルテレビシリーズで構成されている。1994年にアンコール（現：スターズ・アンコール）の多重放送サービスとして誕生したStarzは、6つの24時間のリニア多重放送チャンネル、従来の定額制ビデオ・オン・デマンド・サービス、そして名前の由来となったオーバー・ザ・トップのストリーミング・プラットフォームを運営しており、Starzのリニアテレビ加入者向けのどこでもテレビサービスとして機能するとともに、ストリーミングのみの消費者にも直接販売されている。

## 概要
Starzは、2015年までリバティ・エンターテインメント（リバティメディアのトラッキングストック）傘下のStarz Entertainment, LLCが2016年からはライオンズゲート・エンターテイメントに買収され同社によって運営されている。
ライバル局のHBO・ショウタイムと比べて新興勢力だが、短期間で肩を並べるまでに成長し、アメリカの主要ケーブルテレビ局となった。スパルタカス・アウトランダー・ダヴィンチズデーモン、Black Sails等成人向きの歴史ドラマを得意としている。
Starz Entertainmentは、Starzの他に、プレミアチャンネルのEncore、MoviePlex、定額制ストリーミングサービスStarzplayも運営している。2015年末の加入世帯はStarzが3100万世帯、Encoreが3900万世帯。
Starzは、1994年の開局時にはユニバーサル映画の新作を独占放送した。ウォルト・ディズニー・スタジオ（ウォルト・ディズニー・ピクチャーズ、タッチストーン・ピクチャーズ、ハリウッド・ピクチャーズ、ピクサー、ミラマックスを含む）、ソニー・ピクチャーズ エンタテインメント（コロンビア ピクチャーズ、トライスター ピクチャーズ含む）と優先契約を結んでいたがウォルト・ディズニー・スタジオとは2015年に契約を解消した。
また、Starz Entertainmentが運営する5つのチャンネルで日本のアニメが放送されており、カートゥーン ネットワークと並んで日本のアニメがよく放送されている。
なお、2006年には、持株会社Starz, LLCを設立、Starz Entertainmentはその子会社となっている。Starz, LLCの子会社には、リバティメディアが2006年にIDT Corporationから買収したStarz Media（旧IDT Entertainment。傘下には「ザ・シンプソンズ MOVIE」などを制作したアニメーションスタジオのフィルム・ロマン、日本のアニメを扱うディストリビューターのマンガ・エンタテインメント（w:en:Manga Entertainment）などがある）、2006年秋に設立した映画スタジオオーバーチュア・フィルムズ（Overture Films）などがある。2016年にアメリカの独立系映画会社ライオンズゲート・エンターテイメントに買収されStarzのテレビ番組配給部門と映像パッケージ部門がライオンズゲートの同部門と統合した。

## 沿革
- 1991年　Encore Movie Group設立。TCI（1999年AT&Tと合併）で映画専門チャンネル「Encore」放送開始。
- 1994年　Encore、7つの新チャンネルを放送開始。うち6つはジャンル別に特化したチャンネル、もう1つは新作を放送する「STARZ!」（Encore 8）。
- 1996年　「STARZ!2」（現「Starz Edge」）放送開始。
- 1997年　「Movieplex」放送開始。BETとの合弁で「BET Movies/STARZ!」（現「Starz InBlack」放送開始）。
- 1999年　「STARZ! Cinema」、「STARZ! Family」（現「Starz Kids & Family」）放送開始。
- 2001年　BETのバイアコム傘下入りに伴い合弁解消。「BET Movies/STARZ!」は「BLACK STARZ!」にチャンネル名変更（2005年には「Starz InBlack」にチャンネル名変更）。ビデオ・オン・デマンドサービス「Starz On Demand」開始。
- 2003年　「STARZ! Kids」（2005年「Starz Kids & Family」に統合）、「STARZ! HD」放送開始。
- 2004年　「Encore HD」放送開始。会社名をStarz Entertainment Group, LLCに変更。
- 2005年　大規模なブランド変更（「STARZ!」から「Starz」に変更、Encoreのジャンル別チャンネルに「Encore」を冠する等）。「Starz Comedy」放送開始。「Encore On Demand」、「MOVIEplex On Demand」開始。
- 2006年　「Vongo」開始。「Indieplex」、「RetroPlex」放送開始。社名をStarz Entertainment, LLCに変更。持株会社Starz, LLCを設立、その子会社となる。
- 2007年　ディレクTVにて「Starz Edge HD」、「Starz Kids & Family HD」、「Starz Comedy HD」の放送開始。
- 2016年　映画製作配給会社ライオンズゲート・エンターテイメントに買収され同社のテレビ部門になる。

## 運営チャンネル

### Starz
- Starz（1994年放送開始） 
  - Starz HD（2003年放送開始）
- Starz Edge（1996年「STARZ!2」として放送開始、1999年「STARZ! Theater」に変更、2005年現チャンネルに変更）
  - Starz Edge HD（2007年放送開始）
- Starz InBlack （1997年、BETとの合弁で「BET Movies/STARZ!」として放送開始。2001年BETとの合弁解消により「BLACK STARZ!」にチャンネル名変更、さらに2005年に現チャンネル名に変更）
- Starz Cinema（1999年放送開始）
- Starz Kids & Family（2005年、「STARZ! Family」（1999年放送開始）と「STARZ! Kids」（2004年放送開始）が統合）
  - Starz Kids & Family HD（2007年放送開始）
- Starz Comedy（2005年放送開始）
  - Starz Comedy HD（2007年放送開始）

### Encore
- Encore（1991年放送開始） 
  - Encore HD（2004年放送開始）
- Encore Action（1994年「Action」として放送開始、2005年チャンネル名変更）
- Encore Love（1994年「Love Stories」として放送開始、2005年チャンネル名変更）
- Encore Westerns（1994年「Westerns」として放送開始、2005年チャンネル名変更）
- Encore Mystery（1994年「Mystery」として放送開始、2005年チャンネル名変更）
- Encore Drama（1994年「True Stories」として放送開始、2005年チャンネル名変更）
- Encore Wam（1994年「WAM!」として放送開始、2005年チャンネル名変更）

### MoviePlex
- MoviePlex（1997年放送開始）
- INDIEPlex（2006年放送開始）
- RETROPlex（2006年放送開始）

## Starzplay
Starzplay（スターズプレイ）は、Starzのオリジナル番組や長編映画を配信する定額制ストリーミングサービスである。
前身は、2008年からNetflixと提携していた事業で、現在のStarzplayは2012年にスタートしている。2011年9月1日、Starzは2012年2月28日に終了するNetflixとのストリーミング契約を更新しないことを発表した。Netflixとの契約が終了すると、Starzが放送権を持つ映像コンテンツはオンラインで視聴できなくなため、Starzは新たなストリーミングサービスをスタートさせることになる。Starzplayのアプリは2012年10月9日にiPad、iPhone、iPod touch向けに、2013年5月7日にAndroid端末向けにリリースさた。
Starzplayは、米国外にローカライズされた初のStarzブランドのサービスで、中東および北アフリカ地域の17カ国ではNetflixよりも先にローンチした。
Starzplayは国ごとにサービスの提供形態が異なる。
- DTCアプリ - ブラジル、フランス、ドイツ、イタリア、メキシコ、スペイン、イギリス
- Apple TV チャンネル - ヨーロッパ、ラテン・アメリカ、日本
- Amazonプライム・ビデオ・チャンネル - フランス、ドイツ、メキシコ、イギリス、日本
- Rokuストリーミング・デバイス - ブラジル、メキシコ、イギリス

フランスではOrange、メキシコではizzi及びTotalplay、スペインではOrange及びVodafone、イギリスではVirgin Media、インドではLionsgate Play、カナダではBell Mediaと提携してStarzplayサービスを提供している。

### 日本
日本のStarzplayは、2020年4月にApple TVのApple TV チャンネルの一つとしてローンチした。これはフランス、ドイツ、イタリア、スペイン、イギリス、アルゼンチン、ブラジル、チリ、コロンビア、メキシコなどからちょうど1年遅れてのスタートだった。日本のStarzplayはApple TV内のサービスとなるが、Apple TV+への加入は不要である。対応デバイスはMacやiPhoneなどのApple製品の他、ストリーミング対応のテレビ、Amazon Fire TVのアプリなどでも視聴可能である。
2020年12月17日、Amazon Prime Videoの新たなチャンネルとしてStarzplayが追加された。Amazonプライムに加入し、別途Starzplayの料金を払えば視聴することができるようになった。
日本のStarzplayでは、海外で利用されているStarzplay専用アプリなどは利用できない。また、アメリカのHuluにて制作されたものの、配信権の都合上、日本の同サービスでは配信されなかった一部のオリジナル作品も配信している。

## オリジナル番組
以下は日本語字幕・吹き替え版が製作されているタイトル。

### ドラマシリーズ
| タイトル                                                                     | 初回 | 最終 |
| ---------------------------------------------------------------------------- | ---- | ---- |
| クラッシュ Crash                                                             | 2008 | 2009 |
| スパルタカス Spartacus: Blood and Sand                                       | 2010 | 2010 |
| CAMELOT 〜禁断の王城〜 Camelot                                               | 2011 | 2011 |
| ボス ～権力の代償～ Boss                                                     | 2011 | 2012 |
| スパルタカスII Spartacus: Vengeance                                          | 2012 | 2012 |
| マジックシティ 黒い楽園 Magic City                                           | 2012 | 2013 |
| スパルタカスIII ザ・ファイナル Spartacus: War of the Damned                  | 2013 | 2013 |
| ダ・ヴィンチと禁断の謎 Da Vinci's Demons                                     | 2013 | 2015 |
| Black Sails/ブラック・セイルズ Black Sails                                   | 2014 | 2017 |
| アウトランダー Outlander                                                     | 2014 | 継続 |
| POWER/パワー Power                                                           | 2014 | 2020 |
| アメリカン・ゴッズ American Gods                                             | 2017 | 2021 |
| カウンターパート/暗躍する分身 Counterpart                                    | 2017 | 2019 |
| スイートビター 甘くて苦いニューヨーク・ライフ Sweetbitter                    | 2018 | 2019 |
| ヴィダ 故郷の母が遺したもの Vida                                             | 2018 | 2020 |
| スパニッシュ・プリンセス キャサリン・オブ・アラゴン物語 The Spanish Princess | 2019 | 継続 |
| ダブリン殺人課 Dublin Murders                                                | 2019 | 継続 |
| ハイタウン Hightown                                                          | 2020 | 継続 |
| Pバレー: ストリッパーの道 P-Valley                                           | 2020 | 継続 |
| POWER/パワー ブックII:ゴースト Power Book II: Ghost                          | 2020 | 継続 |

### コメディシリーズ
| タイトル                                                                  | 初回 | 最終 |
| ------------------------------------------------------------------------- | ---- | ---- |
| パーティー・ダウン ケータリングはいつも大騒ぎ Party Down                  | 2009 | 2010 |
| サバイバーズ・リモース～スターの代償～ Survivor's Remorse                 | 2014 | 2017 |
| 死霊のはらわた リターンズ Ash vs Evil Dead                                | 2015 | 2018 |
| ナウ・アポカリプス 〜夢か現実か!? ユリシーズと世界の終わり Now Apocalypse | 2019 | 2019 |

### アンソロジー
| タイトル                                                   | 初回 | 最終 |
| ---------------------------------------------------------- | ---- | ---- |
| ザ・ミッシンング 〜消えた少年〜 The Missing                | 2014 | 2017 |
| ガールフレンド・エクスペリエンス The Girlfriend Experience | 2016 | 継続 |

### ミニシリーズ
| タイトル                                                             | 初回 |
| -------------------------------------------------------------------- | ---- |
| ダークエイジ・ロマン 大聖堂 The Pillars of the Earth                 | 2010 |
| スパルタカス ゴッド・オブ・アリーナ Spartacus: Gods of the Arena     | 2011 |
| 秘密情報部トーチウッド Torchwood: Miracle Day                        | 2011 |
| フレッシュ・アンド・ボーン Flesh and Bone                            | 2015 |
| ホワイト・プリンセス エリザベス・オブ・ヨーク物語 The White Princess | 2017 |
| ハワーズ・エンド Howards End                                         | 2018 |
| ザ・ルーク The Rook                                                  | 2019 |